# (32219) 2000 OU20
2000 OU20 (asteroide 32219) é um asteroide da cintura principal. Possui uma excentricidade de 0.15898820 e uma inclinação de 13.64423º.
Este asteroide foi descoberto no dia 31 de julho de 2000 por LINEAR em Socorro.